# Pierrepont-sur-Avre
Pour les articles homonymes, voir Pierrepont et Avre.
Pierrepont-sur-Avre est une ancienne commune française située dans le département de la Somme, en région Hauts-de-France.
Le 1er janvier 2019, elle a fusionné avec Contoire et Hargicourt pour former la commune nouvelle de Trois-Rivières, dont elle est devenue le chef-lieu et une commune déléguée.

## Géographie

### Localisation
Pierrepont-sur-Avre se situe dans la vallée de l'Avre, à une quarantaine de kilomètres au sud-est d'Amiens. La localité est traversée par l'ex-route nationale 35 (actuelle RD 935) qui relie Amiens à Compiègne via Montdidier.

### Communes limitrophes
Avant la fusion de 2019, Pierrepont-sur-Avre était limitrophe des communes suivantes :

### Hydrographie
Comme son nom l'indique, cette localité est traversée par l'Avre, affluent du fleuve côtier la Somme.
Trois rivières rassemblent les eaux du village : l'Avre, les Trois Doms et la Brache (affluent de l'Avre), ces deux dernières affluentes de l'Avre.

## Toponymie
Petrapons en 1198, Petropons en 1258, Pierapont en 1371, et Perrepont en 1423.
Il s'agit d'une formation toponymique médiévale caractéristique du nord de la France (voir Pierrepont (Calvados), basée sur les appellatifs pierre au sens de « fragment de roche servant à la construction » et pont « construction élevée d'un bord à l'autre d'une rivière, pour permettre de la traverser », ayant le sens global de « pont de pierre ».
Ce nom viendrait du pont de pierre qui séparait la localité du Hamel.
La commune est instituée lors de la Révolution française sous le nom de Pierre Pont en 1793, puis de Pierrepont en 1801. Elle devient Pierrepont-sur-Avre en 1961.

## Histoire
De nombreuses traces de la présence romaine ont été trouvées au bois des Tilleuls.
Le premier seigneur connu est Raoul comte de Vermandois en 1150. Après la mort de ce dernier, le 14 octobre 1152, son fils et ses deux filles possédèrent successivement ses domaines. L'un de ces enfants, vendit la terre de Pierrepont en 1183, à Simon Despreaux sire de Raineval.
Avant 1256, le prieuré de Notre-Dame de Pierrepont est mentionné.
Le château est détruit en 1358, lors de la grande Jacquerie. Il est reconstruit aussitôt.
Au XVe siècle, un couvent des cordeliers est fondé à Saint-Riquier par les seigneurs de Mailly.
Au XVIIIe siècle, les premiers métiers à tisser apparaissent dans le village.
Sous l'Ancien régime, la paroisse relevait du bailliage, de la prévôté, de l'élection et du grenier à sel de Montdidier.
À la fin de l'épopée napoléonienne, Pierrepont fut canonnée le 24 mars 1814 par les Cosaques qui occupaient Montdidier. Une barricade élevée sur le pont de l'Avre les arrêta, mais ils franchirent la rivière au Moulin Canterel, près de l'ancien couvent Saint-Riquier.
Dans la seconde moitié du XIXe siècle, les activités industrielles se développent, grâce à la proximité de la gare d'Hargicourt-Pierrepont. On note alors :
- une fabrique de montures de boutons de manchette qui employait 75 ouvrières et ouvriers ;
- une bonneterie ;
- quatre moulins à farine ;
- une brasserie ;
- une entreprise de battage à la vapeur ;
- une exploitation de tourbe ;
- une briqueterie[3].

Première Guerre mondiale
Le village s'est trouvé dans la zone des combats de la Première Guerre mondiale, à l'arrière notamment lors de la bataille de la Somme puis près de la ligne de front, en particulier lors de l'offensive du Printemps et de la bataille d'Amiens (1918).
Un camp d'instruction français est implanté au lieu-dit Saint-Riquier. Il est en service au moins en 1916,,,.
Le 29 mars 1918, la 166e division d'infanterie qui défendait Pierrepont lors de la bataille de l'Avre fut débordée par l'armée allemande et contrainte au recul. Le village est occupé par les Allemands.
Le 8 août 1918, lors de la bataille d'Amiens (1918), la 152e Division d'Infanterie reçoit l'ordre de traverser l'Avre, d'occuper Pierrepont et de se diriger vers Davenescourt par la rive gauche. Elle libère alors le village, après de durs combats.
Au terme de la Première Guerre mondiale, le village est considéré comme détruit et 14 de ses habitants ont été tués sur les 465 qu'il comptait en 1911. Il a été décoré de la Croix de guerre 1914-1918 le 3 novembre 1920.
Seconde Guerre mondiale
Lors de la bataille de France, lors de l'invasion allemande, le village est écrasé malgré une belle défense des tirailleurs marocains.
À la suite de la Seconde Guerre mondiale, il est décoré de la Croix de guerre 1939-1945 avec étoile de bronze par décret du 11 novembre 1848.
Fusion de communes
En 2016, les communes de Contoire-Hamel, Hargicourt et Pierrepont-sur-Avre envisagent la fusion de leurs collectivités au sein d'une commune nouvelle, afin de mettre en commun leurs atouts (Contoire-Hamel avec la cartonnerie DS Smith packaging et un parc éolien, Hargicourt avec sa coopérative agricole...) et de conforter leur pratique de partenariat tout en favorisant l'attractivité de leur territoire
La commune nouvelle est créée à la demande des conseils municipaux des trois communes concernées, au 1er janvier 2019 par un arrêté préfectoral du 12 novembre 2018.

## Politique et administration

### Rattachements administratifs et électoraux
Pierrepont-sur-Avre se trouve dans l'arrondissement de Montdidier du département de la Somme. Pour l'élection des députés, elle fait partie depuis 2012 de la quatrième circonscription de la Somme.
Elle faisait partie depuis 1801 jusqu'à la fusion de 2019 du canton de Moreuil, qui a été modifié et agrandi dans le cadre du redécoupage cantonal de 2014 en France.

### Intercommunalité
Pierrepont-sur-Avre était membre de la communauté de communes du canton de Moreuil, créée par un arrêté préfectoral du 4 décembre 1992 et renommée communauté de communes Avre Luce Moreuil (CCALM) par arrêté préfectoral du 6 mai 1996.
Dans le cadre des dispositions de la loi portant nouvelle organisation territoriale de la République du 7 août 2015, qui prévoit que les établissements publics de coopération intercommunale (EPCI) à fiscalité propre doivent avoir un minimum de 15 000 habitants, la préfète de la Somme propose en octobre 2015 un projet de nouveau schéma départemental de coopération intercommunale (SDCI) prévoyant la réduction de 28 à 16 du nombre des intercommunalités à fiscalité propre du département.
Après des hypothèses de regroupement des communautés de communes du Grand Roye (CCGR), du canton de Montdidier (CCCM), du Santerre et d’Avre, Luce et Moreuil, la préfète dévoile en octobre 2015 son projet qui prévoit la « des communautés de communes d’Avre Luce Moreuil et du Val de Noye  », le nouvel ensemble de 22 440 habitants regroupant 49 communes,. À la suite de l'avis favorable des intercommunalités et de la commission départementale de coopération intercommunale en janvier 2016 puis des conseils municipaux et communautaires concernés, la fusion est établie par un arrêté préfectoral du 22 décembre 2016, qui prend effet le 1er janvier 2017.
Pierrepont-sur-Avre a donc été donc désormais membre de la communauté de communes Avre Luce Noye (CCALN) jusqu'à la fusion de 2019.

### Liste des maires
| Période                                  | Période       | Identité       | Étiquette | Qualité                                                          |
| ---------------------------------------- | ------------- | -------------- | --------- | ---------------------------------------------------------------- |
| Les données manquantes sont à compléter. |               |                |           |                                                                  |
|                                          |               |                |           |                                                                  |
| avant 1964                               |               | M. Doffin      |           |                                                                  |
|                                          |               |                |           |                                                                  |
| avant 1981                               |               | Gérard Flamand | RPR       | Assistant parlementaire Suppléant du député Jean-Louis Massoubre |
|                                          |               |                |           |                                                                  |
| mars 2001                                | 2008          | Jean Mahieux   |           |                                                                  |
| mars 2008                                | décembre 2018 | Joël Suin      |           | Maire de Trois-Rivières (2019 → )                                |

### Liste des maires délégués
| Période      | Période                      | Identité      | Étiquette | Qualité |
| ------------ | ---------------------------- | ------------- | --------- | ------- |
| janvier 2019 | En cours (au 1 janvier 2019) | Michel Chirat |           |         |

## Population et société

### Démographie
L'évolution du nombre d'habitants est connue à travers les recensements de la population effectués dans la commune depuis 1793. Pour les communes de moins de 10 000 habitants, une enquête de recensement portant sur toute la population est réalisée tous les cinq ans, les populations de référence des années intermédiaires étant quant à elles estimées par interpolation ou extrapolation. Pour la commune, le premier recensement exhaustif entrant dans le cadre du nouveau dispositif a été réalisé en 2007.

En 2016, la commune comptait 655 habitants, en évolution de +14,71 % par rapport à 2010 (Somme : −1,26 %, France hors Mayotte : +2,11 %).
| 1793 | 1800 | 1806 | 1821 | 1831 | 1836 | 1841 | 1846 | 1851 |
| ---- | ---- | ---- | ---- | ---- | ---- | ---- | ---- | ---- |
| 263  | 271  | 295  | 375  | 424  | 446  | 459  | 480  | 456  |

| 1856 | 1861 | 1866 | 1872 | 1876 | 1881 | 1886 | 1891 | 1896 |
| ---- | ---- | ---- | ---- | ---- | ---- | ---- | ---- | ---- |
| 471  | 462  | 449  | 457  | 444  | 455  | 477  | 482  | 471  |

| 1901 | 1906 | 1911 | 1921 | 1926 | 1931 | 1936 | 1946 | 1954 |
| ---- | ---- | ---- | ---- | ---- | ---- | ---- | ---- | ---- |
| 441  | 430  | 465  | 375  | 371  | 362  | 377  | 343  | 368  |

| 1962 | 1968 | 1975 | 1982 | 1990 | 1999 | 2006 | 2007 | 2012 |
| ---- | ---- | ---- | ---- | ---- | ---- | ---- | ---- | ---- |
| 380  | 386  | 336  | 374  | 417  | 475  | 535  | 544  | 606  |

| 2016 | - | - | - | - | - | - | - | - |
| ---- | - | - | - | - | - | - | - | - |
| 655  | - | - | - | - | - | - | - | - |

### Enseignement
Les enfants de la commune sont scolarisés par le regroupement pédagogique intercommunal de l'Avre, qui regroupe Pierrepont-sur-Avre, Contoire-Hamel, La Neuville-Sire-Bernard, Hargicourt, Braches. Le RPI accueille 211 élèves dans ses écoles lors de l’année scolaire 2015/2016.
La restauration scolaire est assurée à Hargicourt.

## Culture locale et patrimoine

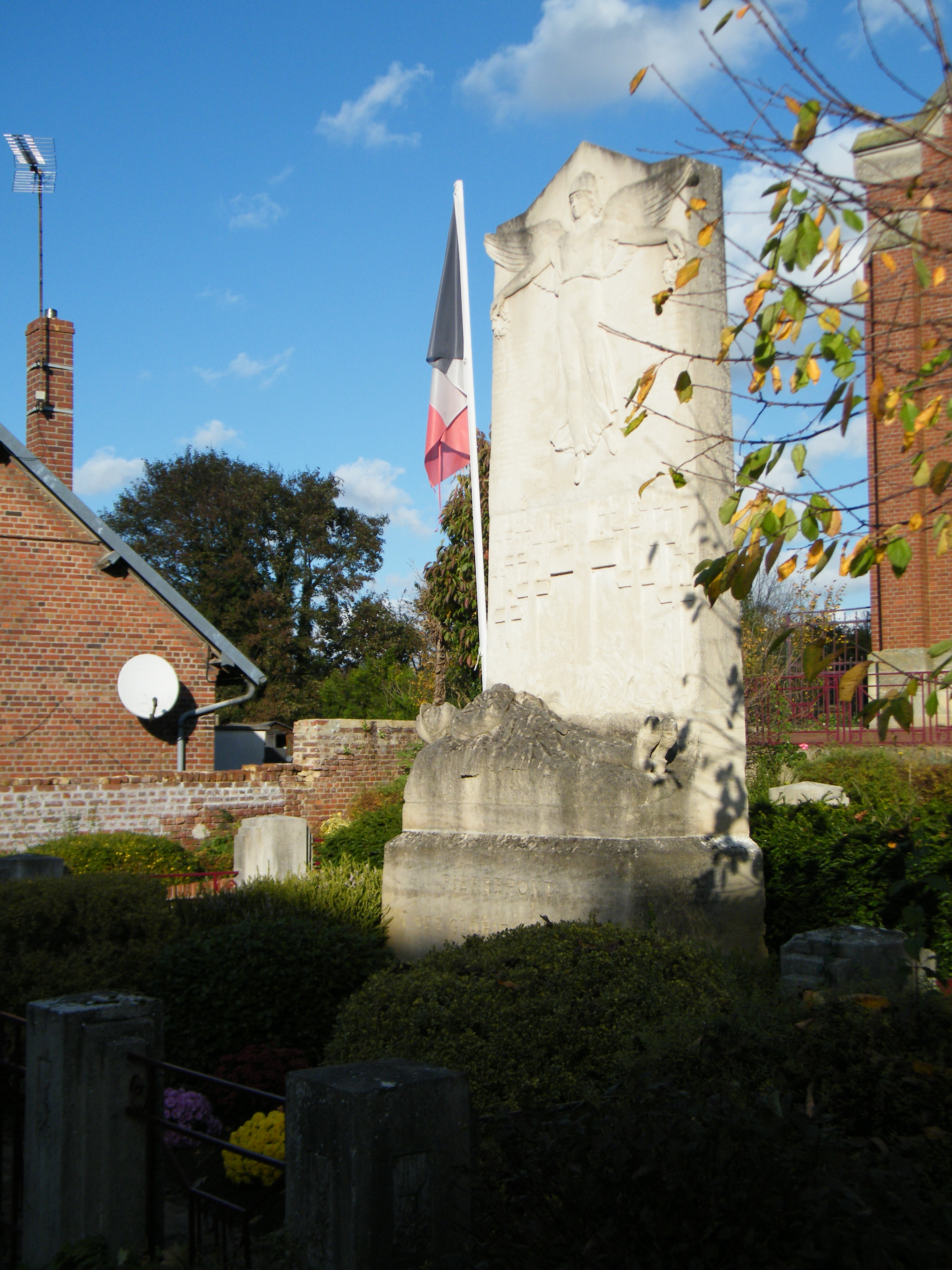
Monument aux morts.

### Lieux et monuments
- Église Notre-Dame-de-l'Assomption, restaurée après les destructions de la Première Guerre mondiale[29].
- Chapelle Saint-Riquier. C'est le seul témoin de la présence en ces lieux du couvent des Cordeliers, fondé par Jean III de Mailly, en 1479, « Nostra Domina de bona requie », Notre-Dame du Bon Repos. 
La chapelle actuelle a été reconstruite en 1930, après la Première Guerre mondiale[30].
- Monument aux morts édifié sur le dessin du sculpteur parisien Charles-Henri Pourquet vers 1926. Il fut entouré d'une grille en fonte et de piles en ciment ornées de décorations militaires : Légion d'honneur, Croix de guerre et médaille militaire ; au revers du monument, figure une inscription rappelant la citation de la ville à l'ordre de l'armée[9],[31].

### Personnalités liées à la commune
Le 13 juin 1964, le général de Gaulle, président de la République, a réalisé à Pierrepont l'un de ses 26 voyages présidentiels en province. Une plaque commémorative est implantée sur la mairie de Trois-Rivières en 2024.